# لوكاس جبريل
لوكاس جبريل (بالألمانية: Lukas Gabriel)‏ (26 ديسمبر 1991 بالنمسا - ) هو لاعب كرة قدم نمساوي في مركز الدفاع. لعب مع نادي رييد وFC Juniors OÖ ‏ ونادي فيلز ‏ وUnion St. Florian ‏.

## وصلات خارجية
- لوكاس جبريل على موقع قاعدة بيانات كرة القدم.إي يو (الإنجليزية)
- لوكاس جبريل على موقع Soccerway.com (الإنجليزية)
- لوكاس جبريل على موقع عالم كرة القدم.نت (الإنجليزية)